# Chris Knox
Chris Knox (2 settembre 1952) è un musicista neozelandese membro dei Tall Dwarfs, The Enemy e dei Toy Love.

## Discografia
Album in studio
- 1983 - Songs for Cleaning Guppies
- 1989 - Seizure
- 1990 - Croaker
- 1993 - Polyfoto Duck Shaped Pain & "Gum"
- 1995 - Songs of You & Me
- 1997 - Yes!!
- 2000 - Beat
- 2002 - Inaccuracies & Omissions (pubblicato come "Friend")
- 2005 - Chris Knox and The Nothing (pubblicato come "Chris Knox and The Nothing")
- 2008 - A Warm Gun (pubblicato come "Chris Knox and The Nothing")